# Геј музеј у Берлину
Геј музеј (нем. Schwules Museum) је музеј у Берлину, посвећен очувању и представљању ЛГБТ историје. Музеј је основан 1985. године. Кључни тренутак у оснивању музеја била је изложба Елдорадо, о ЛГБТ животу у предратном Берлину, коју су 1984. године приредили млади истраживачи. Након великог успеха дошли су на идеју да се овакав начин рада настави у јединственом музеју. Активности око припрема изложби, затим, активности у архиву и библиотеци спроводи "Удружење пријатеља геј музеја у Берлину" (Verein der Freunde eines Schwulen Museums in Berlin e.V.), основано 1985. године. Музеј се налази у улици Мерингдам на Кројзбергу у Берлину.
Од децембра, 2004. године, у музеју се налази стална поставка: "Самосвест и истрајност. 200 година геј историје". Она представља период од 1790. године до 1990. године са стратегијама, могућностима и проблемима са којима се сусрећу хомосексуалци у настојању да воде живот какав га сами дефинишу, да нађу сродне душе и да изграде социјалне мреже. Насупрот томе приказани су и социјални и законски услови, као на пример параграф 175, са којима су повезана ограничења, прогони и кажњавања гејева, као и успеси ЛГБТ покрета.
Паралелно са тим годишње се прикаже неколико различитих поставки, које се, на пример, усредсређују на поједине епохе или теме, као што је била изложба "Збогом Берлину. 100 година геј покрета" из 1997. године. Изложбом "Прогон хомосексуалних мушкараца у Берлину 1933-45" обрађена је тема прогона ЛГБТ особа у нацистичкој Немачкој.
Приказано је и више биографских изложби, као и омажа посвећених познатим ЛГБТ особама, као што су Оскар Вајлд, Марлен Дитрих, Томас Ман и други. Организују се и редовне уметничке изложбе савременика. У сарадњи са Немачким историјским музејом, такође је приказан велики број експоната о квир култури и еманципацији.
Циљ активности је да издвоји јавну слику о гејевима и да обезбеди научну обраду и истраживање геј историје. Тиме се настоји учинити живот гејева видљивији и присутнији чиме се подстиче толеранција и прихватање хомосексуалних особа и делује против дискриминације. Тиме се, такође, јача самосвест и идентитет гејева.
Архив чува часописе од 1896. године из Немачке, Европе и света. Такође, збирка фотографија, филмова и других видео материјала, плаката, уметнина, аутограма и сл. употпуњује архив. Библиотека садржи око 10.000 књига на тему хомосексуалности. Велики део музејских послова обавља више од 40 волонтера који су свакодневно ангажовани.